# Robert Quarry
Robert Walter Quarry (ur. 3 listopada 1925 w Santa Rosa, zm. 20 lutego 2009) – amerykański aktor znany z ról w filmowych horrorach.

## Życiorys
Urodził się w Santa Rosa w Kalifornii jako syn Mable (z domu Shoemaker) i Paula Quarry, lekarza. Jego babcia była aktorką. Uczęszczał do szkoły gastronomicznej Cardon Bleu School na Manhattanie. Opuścił szkołę w wieku 14 lat, aby rozpocząć karierę w radiu. Podczas II wojny światowej, w listopadzie 1943, Quarry wstąpił do United States Army, gdzie utworzył trupę teatralną. Po wojnie ponownie występował, najpierw dla RKO, a potem dla MGM. Wkrótce trafił na Broadway w komediach szekspirowskich – jako pasterz Sylwiusz w Jak wam się podoba (1950) i Lucentio – wielbiciel Bianki w Poskromieniu złośnicy (1951).
Najpopularniejsze role zagrał w filmach: Count Yorga, Vampire (1970), The Return of Count Yorga (1971), Dr. Phibes Rises Again (1972) i W kręgu szaleństwa (Madhouse, 1974). 
Na ekranie często towarzyszył Vincetowi Price, w latach 80. i 90. spektakularnie pojawiał się w filmach klasy B i został cichym faworytem filmowca niezależnego Freda Olena Raya.
Zmarł 20 lutego 2009 w Woodland Hills – Los Angeles w Kalifornii w wieku 83 lat po chorobie serca. 

## Wybrana filmografia
- 1943: Cień wątpliwości jako nastolatek Santa Rosa
- 1955: Żołnierz fortuny jako Frank Stewart – Konsulat USA
- 1969: Zwycięstwo jako Sam Jagin
- 1972: Dr Phibes powraca jako Darrus Biederbeck
- 1974: W kręgu szaleństwa jako Oliver Quayle
- 1977: Rollercoaster jako major
- 1997: Rewolwerowiec jako egzaminator